# Amanite
Cet article possède un paronyme, voir Annamite.
Amanita
Vous pouvez aider à l'améliorer ou bien discuter des problèmes sur sa page de discussion.
- Il ne cite pas suffisamment ses sources. Vous pouvez indiquer les passages à sourcer avec {{référence nécessaire}} ou {{Référence souhaitée}}, et inclure les références utiles en les liant aux notes de bas de page. (Marqué depuis juin 2013)
- Certaines informations devraient être mieux reliées aux sources mentionnées dans la bibliographie ou les liens externes. Améliorez sa vérifiabilité en les associant par des références. (Marqué depuis juin 2013)
- Il n’est pas rédigé dans un style encyclopédique. (Marqué depuis juin 2013)
- Il doit être recyclé. La réorganisation et la clarification du contenu sont nécessaires. (Marqué depuis juin 2013)

- Archive Wikiwix
- Bing
- Cairn
- DuckDuckGo
- E. Universalis
- Gallica
- Google
- G. Books
- G. News
- G. Scholar
- Persée
- Qwant
- (zh) Baidu
- (ru) Yandex
- (wd) trouver des œuvres sur Wikidata

Genre
Sous-genres de rang inférieur
Sections de rang inférieur
Espèces de rang inférieur
- Liste des espèces du genre Amanita

Le genre Amanita regroupe des Basidiomycètes de la famille des Amanitacées.
Les champignons de cette famille étaient traditionnellement classés dans l'ordre des Amanitales, classification confirmée par l'analyse phylogénétique dans le clade Plutéoïde, une des six nouvelles divisions des Agaricales,.
Avec près de 600 espèces sur la planète, parmi lesquelles les plus toxiques côtoient les comestibles les plus réputés, le genre amanite est le plus important à savoir reconnaître parmi les champignons. En France et en Belgique, on a recensé une soixantaine d'espèces d'amanites, dont six sont mortelles et trois sont responsables de 95 % des accidents mortels par ingestion volontaire de champignons.
L’intoxication phalloïdienne est provoquée par des octapeptides bicycliques appelés amatoxines (α, β et γ-amanitines) présents chez 35 espèces réparties dans 3 genres : Amanita, Galerina et Lepiota. Plusieurs de ces toxines ont été isolées dans certaines amanites : la plus puissante est l'alpha-amanitine, qui résiste à la cuisson et la phalloïdine qui est thermolabile et perd sa toxicité au dessus de 70 °C de cuisson.

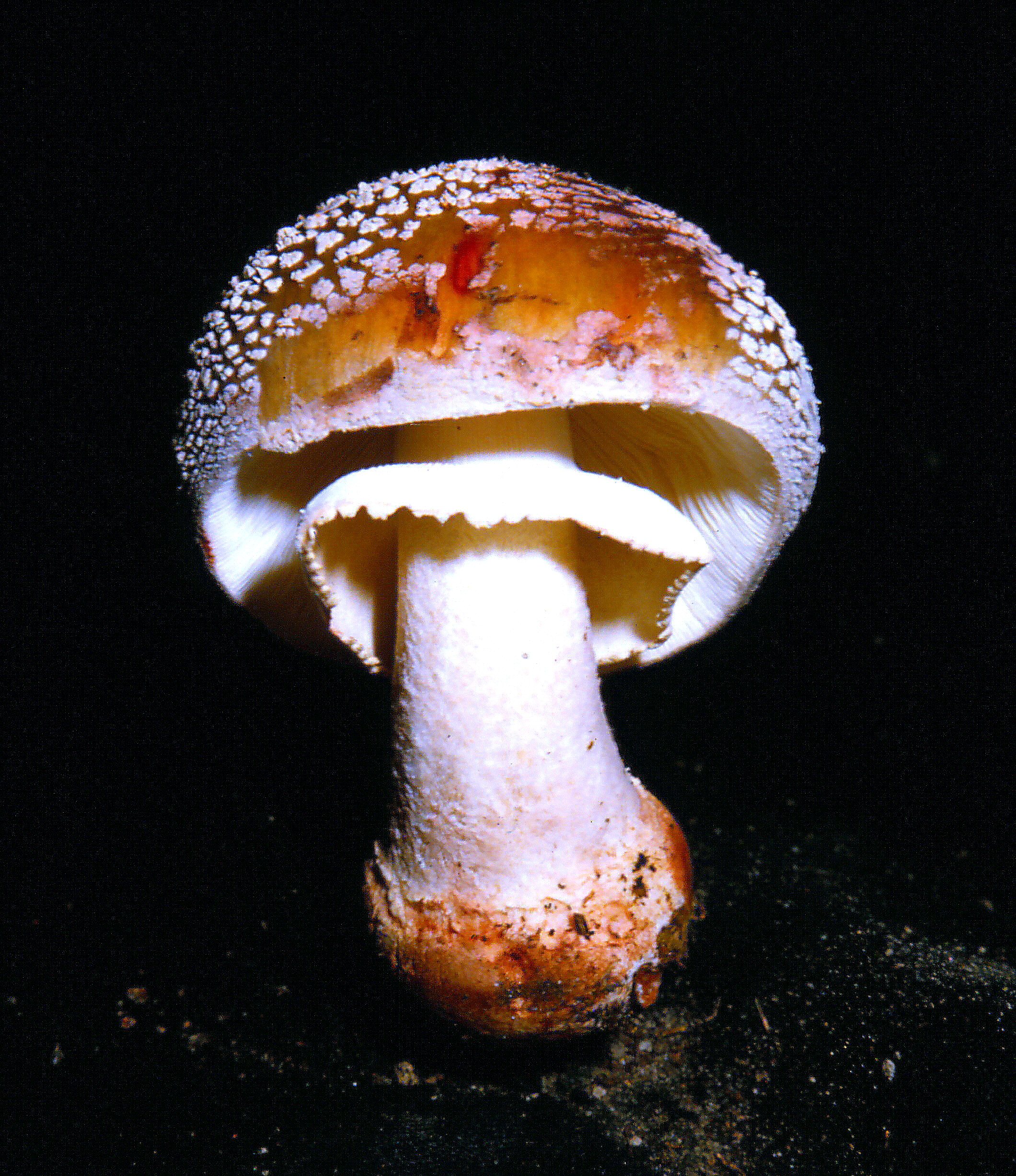
Golmotte rougissante fraîchement éclose, poudrée des restes du voile général, et le voile partiel venant à peine de se détacher de la marge du chapeau.

## Naissance d'une amanite
La jeune amanite ressemble à un œuf partiellement enfoncé dans le sol. Une membrane blanchâtre (le voile général) l'enveloppe entièrement. A l'abri de cette membrane, le primordium est déjà formé d'une base renflée (le bulbe) occupant les deux tiers du volume. La partie supérieure est occupée par le chapeau, tandis que le futur pied se forme entre les deux pôles, l'espace intermédiaire est occupé par les lames, protégées par le voile partiel, attaché au sommet du pied d'une part, et à la marge du chapeau d'autre part. 
Une fois éclos, le sporophore des amanites déchire le voile général par sa poussée verticale, due à l'allongement du pied. La "coquille" se brise à la partie supérieure du chapeau et ne subsiste à la base autour du bulbe que par la volve. C'est ensuite au tour du chapeau de s'épanouir en s'étalant. Le voile partiel se détache du bord du chapeau, puis se décolle du bord externe des lamelles. Il ne subsiste que par un anneau retombant, juponnant, attaché en haut du stipe.  
L'amanite présente des lames libres, de couleur blanche, quelquefois jaune. La sporée est blanche.

Le stipe (pied) est plus ou moins bulbeux souvent chaussé d'une volve plus ou moins visible, membraneuse ou floconneuse. 

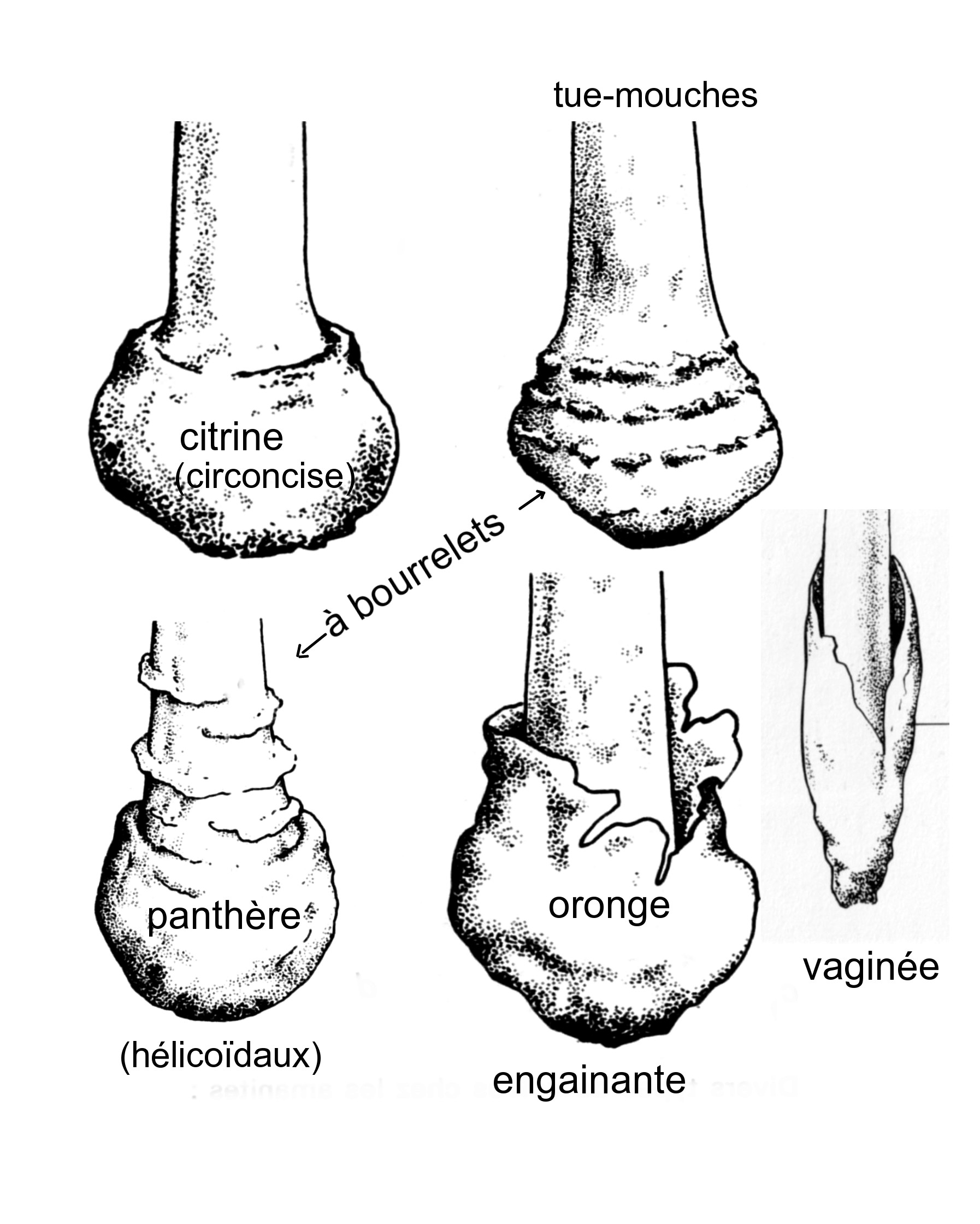
Différents aspects caractéristiques de la base du pied, bulbe et volve chez les amanites les plus courantes.

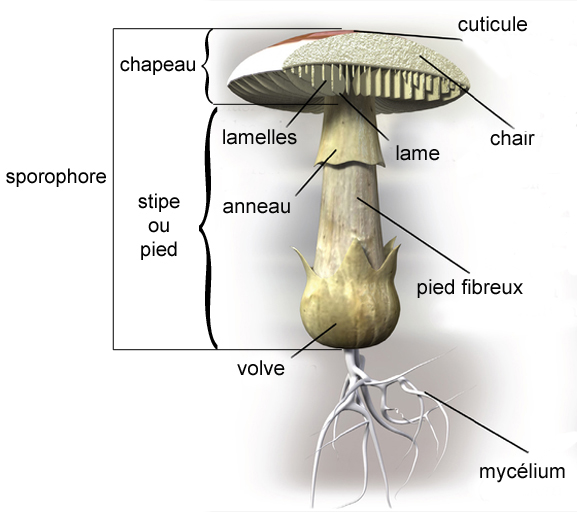
Schéma d'une agaricale.

Un anneau, généralement en forme de collerette ou en « jupe », est présent chez les spécimens jeunes, mais parfois de façon fugace.

Les amanites sans anneau ont la marge de l'hyménophore striée ou pectinée. Elles ont longtemps été regroupées dans le sous-genre Amanitopsis. Elles sont maintenant réparties dans les sections Vaginae (pied frêle sans bulbe) et Ceasarea (pied marginé).

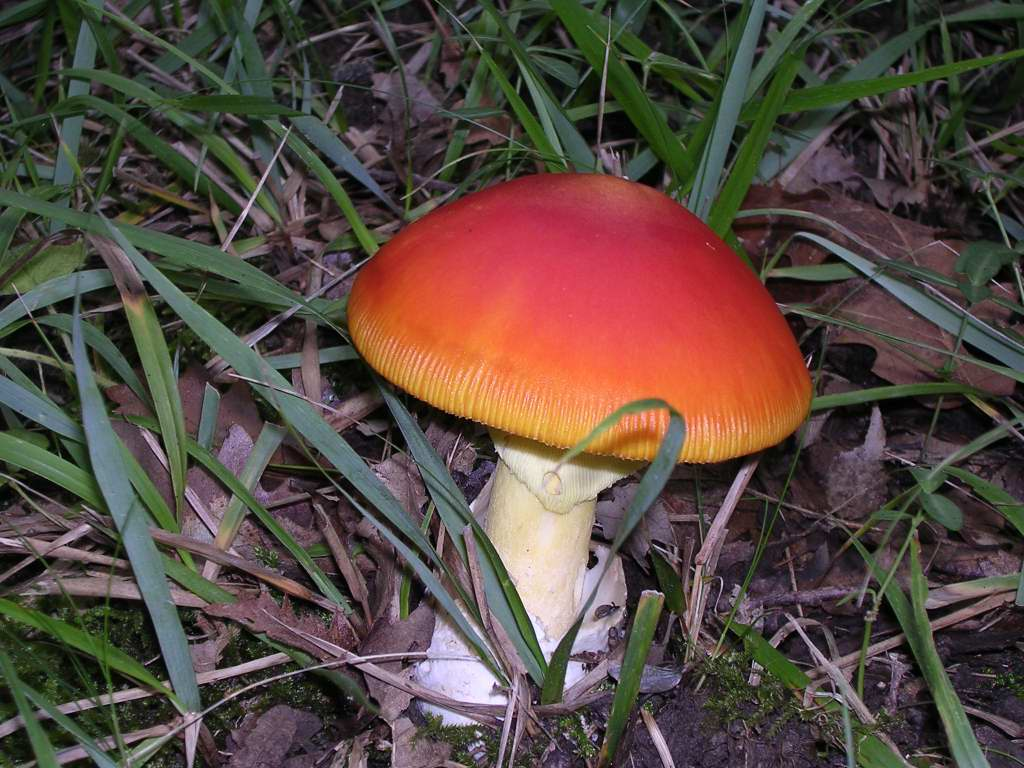
Amanita caesarea, présente une marge pectinée et un chapeau lisse.

La volve est un reste du voile général, sorte de « coquille » à l'intérieur de laquelle se forme le sporophore. Au départ, en phase hypogée, les amanites se présentent comme des œufs blancs, le sporophore se développant un peu comme un poussin dans sa coquille. Puis le voile général se déchire, mais reste présent, parfois très effrité, sous forme de volve à la base du pied du champignon. Des débris du voile général subsistent également sur la cuticule de plusieurs espèces, sous forme de plaques ou de verrues.

## Comestibilité
Ce genre comprend également de nombreux champignons comestibles, mais les mycologues déconseillent aux amateurs de champignons de les consommer, le risque de confusion pouvant engendrer des conséquences tragiques. Néanmoins, dans certaines cultures, des espèces locales sont comestibles et à l'origine de marchés saisonniers. Comme exemple de ce type d'amanites, on peut citer Amanita zambiana et d'autres espèces charnues dans le centre de l'Afrique, Amanita basii, des espèces similaires au Mexique, Amanita caesarea en Méditerranée, et Amanita chepangiana, amanite blanche du Sud-Est asiatique. D'autres espèces sont utilisées pour les sauces colorantes, comme l'Amanita jacksonii aux éclats rouge vif, que l'on récolte de l'Est du Canada à l'Est du Mexique et que l'on peut trouver sur les marchés.
Pour beaucoup d'espèces, on ignore si elles sont comestibles, en particulier dans des pays traditionnellement mycophobes comme l'Australie et la Nouvelle-Zélande, où de nombreux champignons sont mal connus.

## Taxinomie du genreAmanita
Le nom grec Amanites pourrait être dérivé de Amanos, une montagne de la Cilicie orientale entre la Phénicie et la Syrie, où auraient foisonné ces champignons. Le physicien romain Galien utilisait le mot pour désigner les agarics champêtres par opposition au bolet.
Le genre Amanita a tout d'abord été publié avec son sens actuel par Christian Hendrik Persoon en 1797. En vertu du Code international de nomenclature botanique, le concept des amanites de Persoon, avec Amanita muscaria (L.) Pers. défini comme l'espèce type, a été officiellement conservé contre les anciennes Amanita Dill. ex Boehm. (1760) considérées comme un synonyme de Agaricus L..

## Phylogramme du genreAmanita
Le genre Amanita inclut deux sous-genres et sept sections confirmés par la morphologie et la phylogénétique moléculaire. Les espèces types de ces sous-genres et sections sont précisées ci-dessous.
- Amanita (genre)
  - Amanita  (sous-genre)
    - Amanita strictu senso (section)
      - Amanita muscaria (L.) Lam. 1783

    - Vaginatae (Amanitopsis)
      - Amanita vaginata (Bull. : Fr.) Lam. (1783 ["1784"]).

    - Caesareae
      - Amanita caesarea (Scop. : Fr.) Pers. (1801).

  - Lepidella (sous-genre)
    - Lepidella strictu senso (section)
      - Amanita vittadinii (Morreti) Vitt. (1826).

    - Amidella
      - Amanita volvata Peck (Lloyd) (1898)

    - Phalloideae
      - Amanita phalloides (Fr. : Fr.) Link (1833)

    - Valideae
      - Amanita australis (G. Stev. 1962)

## Classification linnéenne du genreAmanita
Ce genre englobe un peu plus de 550 espèces et variétés, la liste suivante est donc loin d'être exhaustive. Cette liste suit la classification des sous-genres et sections des grandes lignes du genre Amanita de Corner et Bas (1962), de Bas (1969), comme utilisée par Tulloss en 2007. L'utilisation des noms communs suit Tulloss (2007), Holden (2003), Arora (1986) et Yang (2004) et Lincoff (1981).

### Sous-genreAmanita
Le sous-genre Amanita a les spores qui réagissent à l'iode (Test de Melzer) et deviennent noires. Les spores sont inamyloïdes.[Passage contradictoire]

#### SectionAmanita sensu stricto
Toutes les espèces ont un bulbe à la base du stipe
Espèce-type du genre
- Amanita muscaria – Amanite tue-mouche (Cosmopolite)

Liste des espèces de la section Amanita
- Amanita albocreata – Amérique du Nord
- Amanita altipes – Chine du Sud-Ouest
- Amanita armeniaca – Amanite des bohémiens; Australie
- Amanita eliae – Europe
- Amanita farinosa – Côte est de l'Amérique du Nord et Amérique centrale
- Amanita frostiana – Frost's amanita; Côte est de l'Amérique du Nord
- Amanita gemmata – Amanite jonquille[note 1]; Europe
- Amanita nehuta – Maori dust Amanita; Nouvelle-Zélande
- Amanita pantherina – Amanite panthère; Hémisphere-Nord
- Amanita parvipantherina; Chine du Sud-Ouest (Province de Yunnan)
- Amanita regalis – Europe, Alaska
- Amanita rubrovolvata – red volva amanita; Chine, Japon, Indonésie
- Amanita strobiliformis – Amanite verruqueuse; Europe
- Amanita virgineoides - Amanite virginoïde; Japon
- Amanita xanthocephala – Grisette vermillon; Australie

#### SectionVaginae

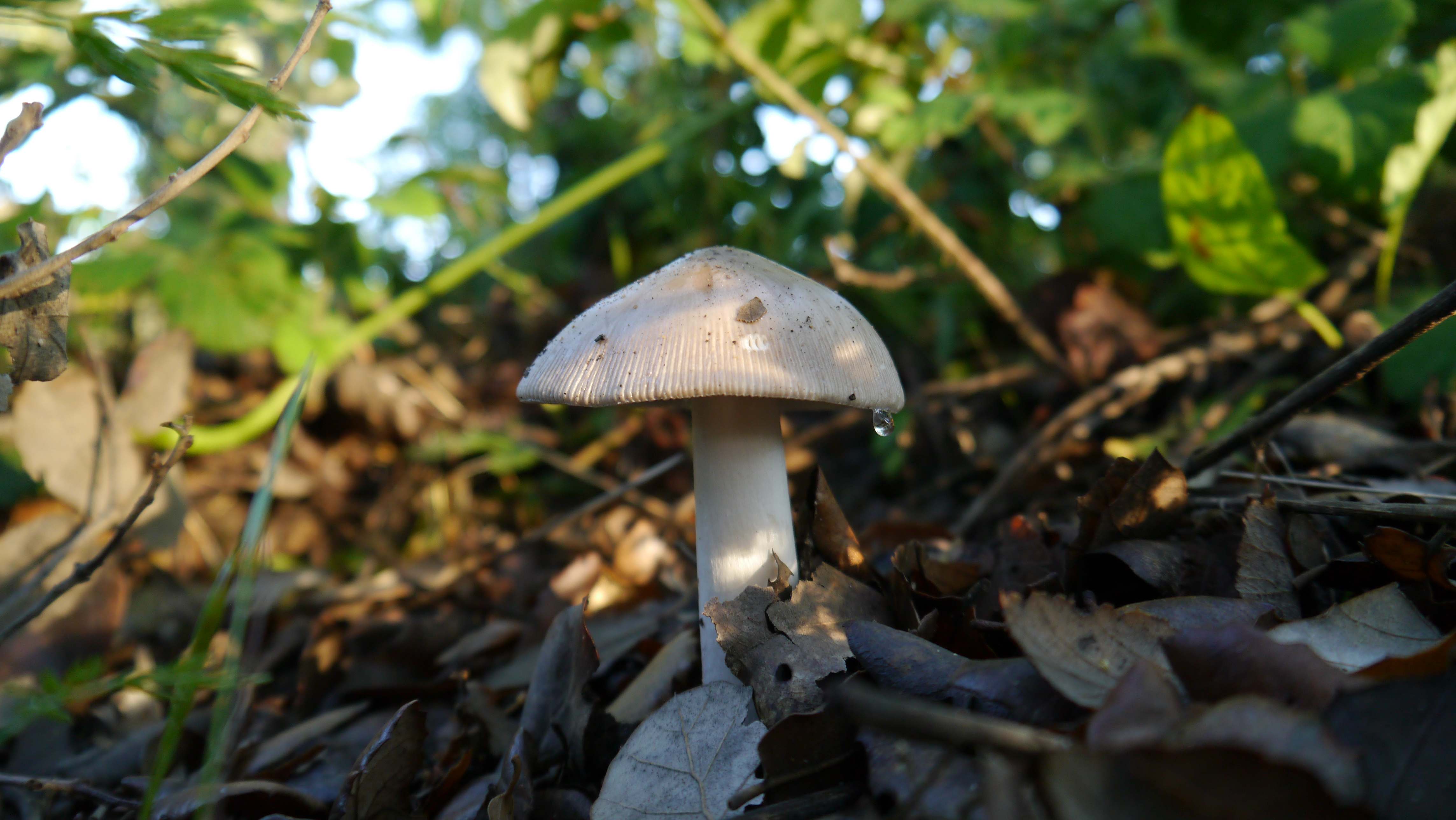
Amanite livide. Sous-bois de chênes. Var, France.

La plupart de ces espèces ont un stipe sans bulbe. La volve est friable, épaisse et membraneuse.
Espèce-type de la section
- Amanita vaginata – Grisette ; Europe, Amérique du Nord

Liste des espèces de la section Vaginae
- Amanita argentea (=Amanita mairei) – Europe
- Amanita battarrae (=Amanita umbrinolutea) – Amanite argile ombrée[note 2] Europe
- Amanita ceciliae (=Amanita inaurata) –[note 3], peau de serpent; Europe
- Amanita crocea – Grisette orange[note 4], Europe
- Amanita fulva – Grisette fauve[note 5], Europe
- Amanita liquii – Chine du Sud-Ouest
- Amanita lividopallescens – Europe
- Amanita nivalis – Grisette des montagnes[note 6], (Arctique/Alpine)
- Amanita orientifulva – Chine du Sud-Ouest
- Amanita pachycolea – Grisette de l'Ouest[note 7], Côte ouest de l'Amérique du Nord
- Amanita pekeoides – Amanite des Maoris[note 8] Nouvelle-Zélande
- Amanita simulans – Europe, peupliers, saules, hélianthèmes, sol calcaire.
- Amanita submembranacea – Europe
- Amanita velosa – Amanite du printemps[note 9], Côte ouest de l'Amérique du Nord

#### SectionCeasareae
Le bulbe à la base du stipe est inexistant et fort proche de la section Vaginae un voile membraneux partiel.
Espèce type de la section
- Amanita caesarea – Amanite des Caesars, Caesar[note 10] Italie, Espagne, France (sud)

Liste des espèces de la section Caesareae
- Amanita chepangiana – (Asie du Sud-Est)
- Amanita hemibapha (complexe d'espèces[note 11]) – (Pantropicale)
- Amanita jacksonii – Caesar d'Amérique[note 12], Côte est de l'Amérique du Nord. Synonyme : A. basii.
- Amanita lanei (=Amanita calyptrata) – Coccora, Coccoli Côte ouest de l'Amérique du Nord
- Amanita spreta – Caesar à chapeau[note 13], Côte est de l'Amérique du Nord
- Amanita zambiana – Caesar de Zambie[note 14] Zambie

### Sous-genreLepidella

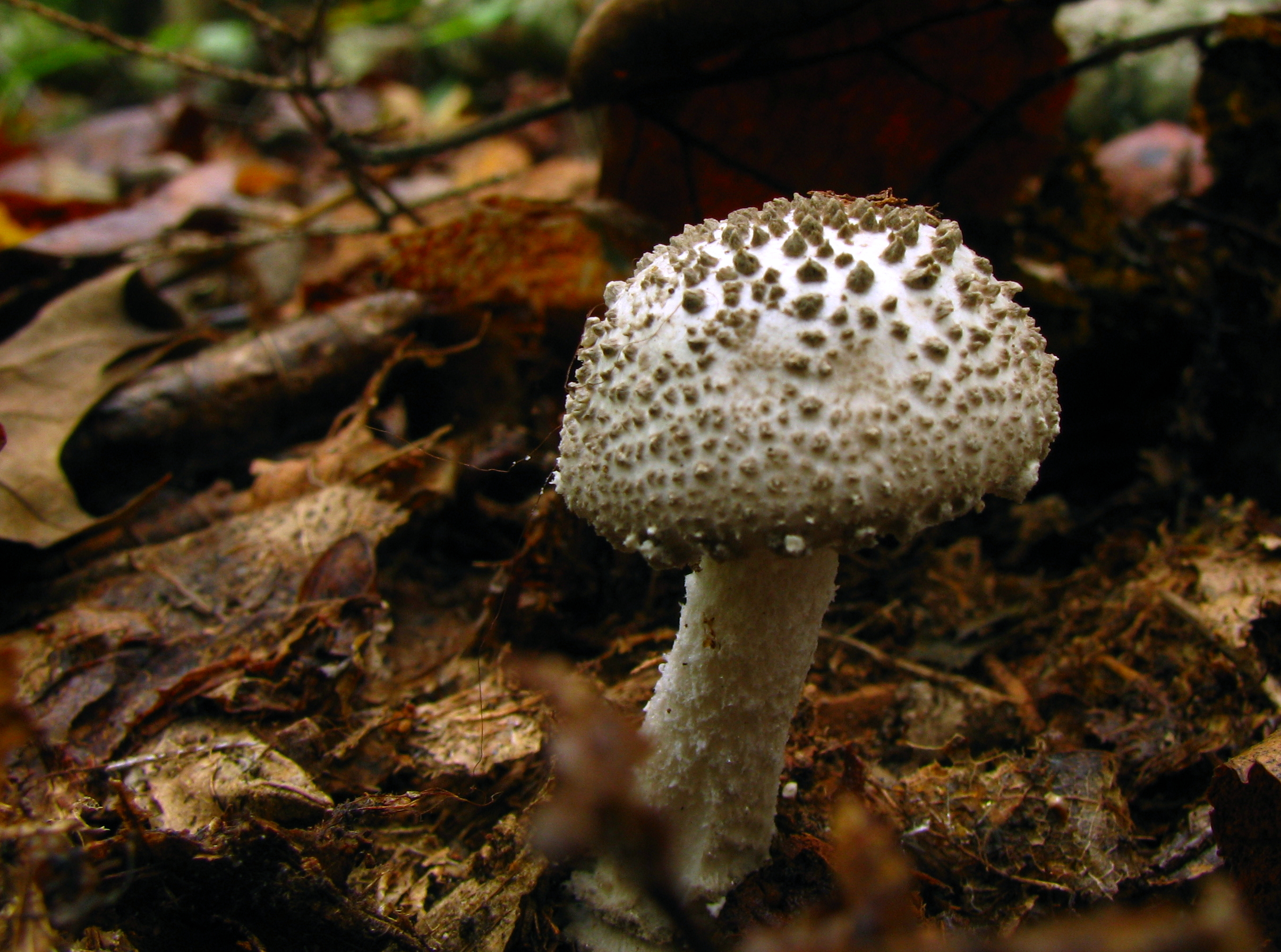
le genre Lepidella : Amanita onusta

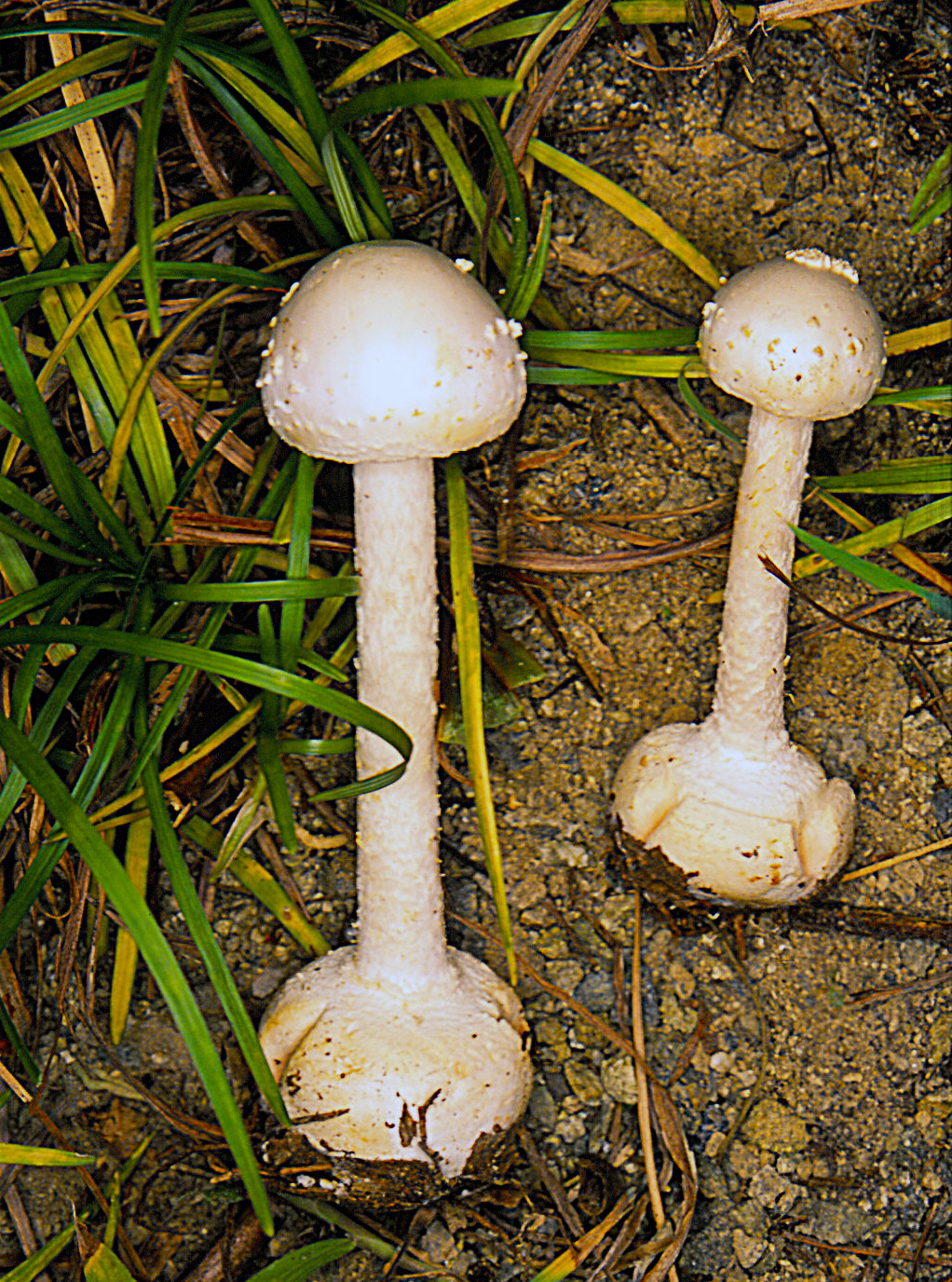
Amanita sphaerobulbosa Hongo (1969), = ? abrupta Peck

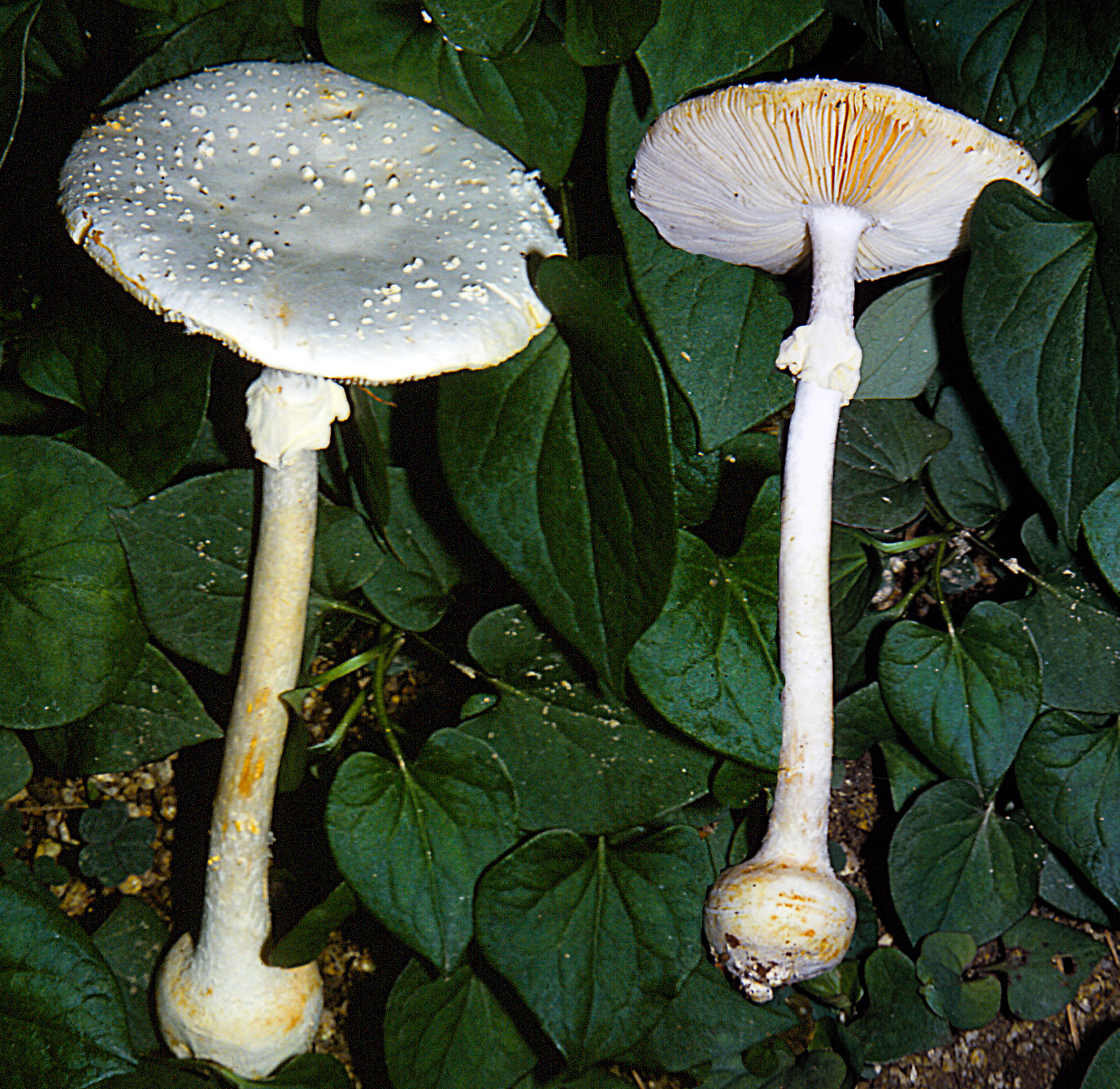
Amanita sphaerobulbosa Hongo (1969), = ? abrupta Peck (1897) Amanite à bulbe abrupt, démon blanc bulbeux (タマシロオニタケ)[http://enfantdesarbres.canalblog.com/archives/2019/09/25/37661317.html

#### SectionLepidella
Les espèces de ces sections incluent certaines dont les caractères sont jugés « plus primitifs » ou « moins dérivés » que dans le genre Amanita. Toutes les espèces sont blanches et pâles.
Espèce type chez Lepidella
- Amanita vittadinii – Amanite de Vittadini[note 15] : Sud de la France, Espagne, Italie.

Liste des espèces de la section Lepidella
- Amanita abrupta – Amanite à bulbe abrupt
- Amanita atkinsoniana –
- Amanita austroviridis – Lepidella australienne vert-de-gris : Australie
- Amanita ananaeceps – Lepidella ananas australienne[note 16] : Australie
- Amanita cokeri – Lepidella de Coker
- Amanita daucipes – Amanite pied de navet[note 17],
- Amanita inopinata – Amanite inopinée[note 18] : Nouvelle-Zélande, Europe de l'Ouest
- Amanita magniverrucata – Amanite à grandes verrues[note 19]
- Amanita nauseosa, Amanite nauséeuse
- Amanita onusta – Amanite chargée[note 20]
- Amanita ravenelii – Amanite de Ravenel, Amanite pomme de pin[note 21], Amérique du Nord
- Amanita smithiana – Amanite de Smith[note 22] (Côte ouest de l'Amérique du Nord)
- Amanita solitaria ou Amanita strobiliformis – Amanite solitaire d'Europe[note 23], Europe
- Amanita thiersii – Amanite de Thiers[note 24] (Côte est de l'Amérique du Nord)

#### SectionAmidella
Les espèces de cette section ont la marge du chapeau appendiculée, combiné à un voile universel robuste et multicouches.
Espèce-type
- Amanita volvata – Amidella d'Amérique, Côte est de l'Amérique du Nord

Listes des espèces de la section Amidella
- Amanita curtipes – Italie, Espagne, sud de la France
- Amanita lepiotoides – Italie, Espagne, sud de la France
- Amanita ovoidea – Amanite ovoïde[note 25] – Italie, Espagne, sud de la France
- Amanita ponderosa – Italie, Espagne, sud de la France
- Amanita proxima – Italie, Espagne, sud de la France

#### SectionPhalloideae
Cette section est définie en partie par une absence de marges friables du chapeau. Un grand nombre des espèces de cette section contiennent une ou plusieurs amatoxines et/ou de la phalloïdine.
Espèce-type
- Amanita phalloides – Oronge verte, Amanite phalloïde[note 26] (Cosmopolite)

Liste des espèces de la section phalloideae
- Amanita arocheae – Ange de la mort d'Amérique latine[note 27], (Amérique centrale et Amérique du Sud)
- Amanita bisporigera – Ange de la mort : Côte est de l'Amérique du Nord
- Amanita exitialis – Ange de la mort de Guangzhou[note 28] Sud de la Chine
- Amanita magnivelaris – Oronge cigüe à grande jupe à[note 29] : Côte est de l'Amérique du Nord
- Amanita marmorata subsp. myrtacearum – Oronge verte marbrée[note 30]: Hawaï
- Amanita manginiana – Fausse Oronge de Chiu[note 31] Est de l'Asie
- Amanita ocreata – Ange de la mort[note 32] : Côte ouest de l'Amérique du Nord
- Amanita pseudoporphyria – Fausse Oronge de Hongo[note 33] Sud et Est de l'Asie
- Amanita subjunquillea – Fausse Oronge d'Asie de l'Est[note 34] Asie de l'Est et du Sud-est
- Amanita verna – Champignon des fous, Oronge cigüe blanche[note 35]: Italie, Espagne, sud de la France
- Amanita virosa – Ange de la mort[note 36], Europe
- Amanita virosiformis – Ange de la mort de Floride[note 37] Floride

#### SectionValidae
Cette section est caractérisée par l'absence d'un voile membraneux universel. Beaucoup d'espèces de cette section qui ont été testées, contiennent un composé hémolytique qui est détruit par la chaleur. Ingérées crues, des troubles gastro-intestinaux apparaissent assez rapidement. Des espèces de cette section sont couramment consommées dans plusieurs parties du monde, mais jamais ingérées crues.
Liste des espèces de la section Validae
Espèce-type
- Amanita excelsa var. spissa(=Amanita spissa) – Fausse Golmotte[note 38] - Europe
- Amanita excelsa var. excelsa(=Amanita excelsa var. valida) – Europe

Liste des espèces de la section Validae
- Amanita aestivalis - Amanite d'été[note 39] 6 Amérique du Nord
- Amanita australis - Amanite australe[note 40] Nouvelle-Zélande
- Amanita brunnescens – Amanite brunescente, Amanite Pied-fourchu[note 41] Amérique du Nord
- Amanita citrina – Amanite citrine, Fausse Oronge Verte[note 42] Europe
- Amanita flavella –[note 43] Australie
- Amanita flavoconia –[note 44] Côte est de l'Amérique du Nord
- Amanita flavorubens –[note 45] Côte est de l'Amérique du Nord
- Amanita franchetii (= Amanita aspera) – Amanite à voile jaune[note 46] - Europe, Amérique du Nord
- Amanita nothofagi - Amanite du hêtre méditerranéen[note 47] Nouvelle-Zélande
- Amanita novinupta – Amanite[note 48] - Côte ouest de l'Amérique du Nord
- Amanita porphyria – Amanite porphyre[note 49] Europe
- Amanita rubescens – Golmotte[note 50] Europe, Côte est de l'Amérique du Nord

### Autres confusions possibles
On ne les confondra pas avec les genres Limacella qui n'ont pas de volve, un anneau présent, et un chapeau visqueux ni avec les Volvaires où la volve est présente, sans d'anneau, et les lames et spores roses.[précision nécessaire]

## Toxicologie

### Toxicité
Plusieurs espèces de la section Phalloideae sont remarquables par leur toxicité, elles contiennent des toxines connues comme les amatoxines qui peuvent entraîner une insuffisance hépatique grave et la mort. Il s'agit notamment de l'Amanite phalloïde, l'Oronge verte et des espèces connues sous le nom de l'Ange de la mort Amanita virosa, Amanita bisporigera et Amanita ocreata et l'Oronge cigüe blanche, Amanita verna qui, au printemps, ressemble à s'y méprendre à un agaric des prés, Agaricus campestris.
En 2006, il a été prouvé qu'une série d'espèces du sous-genre Lepidella pouvaient provoquer une insuffisance rénale aiguë, particulièrement avec Amanita smithiana du Nord-Ouest d'Amérique du Nord, Amanita pseudoporphyria au Japon, et Amanita Proxima du sud de l'Europe.

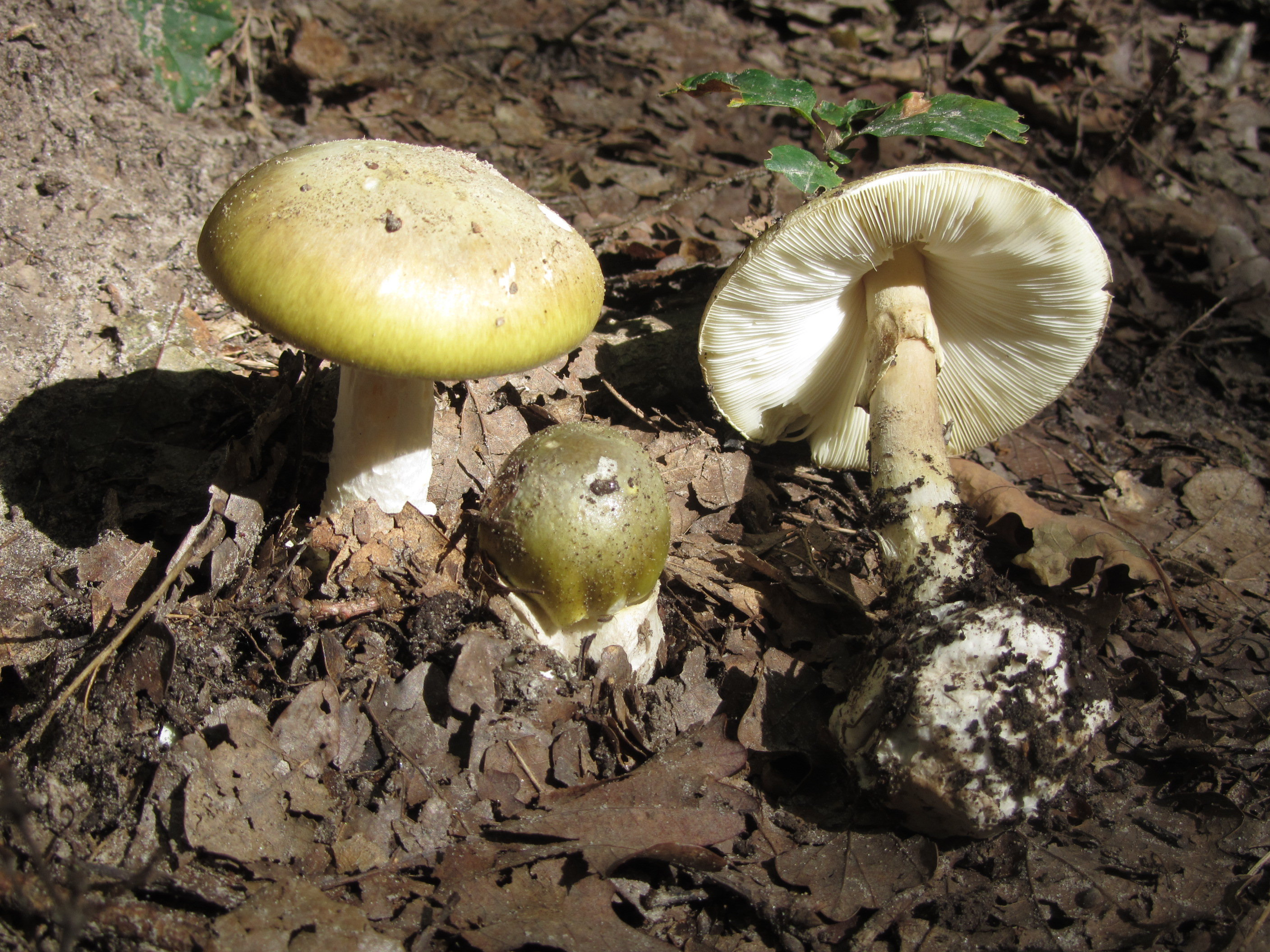
Amanite phalloïde (Amanita phalloides) Hautement toxique
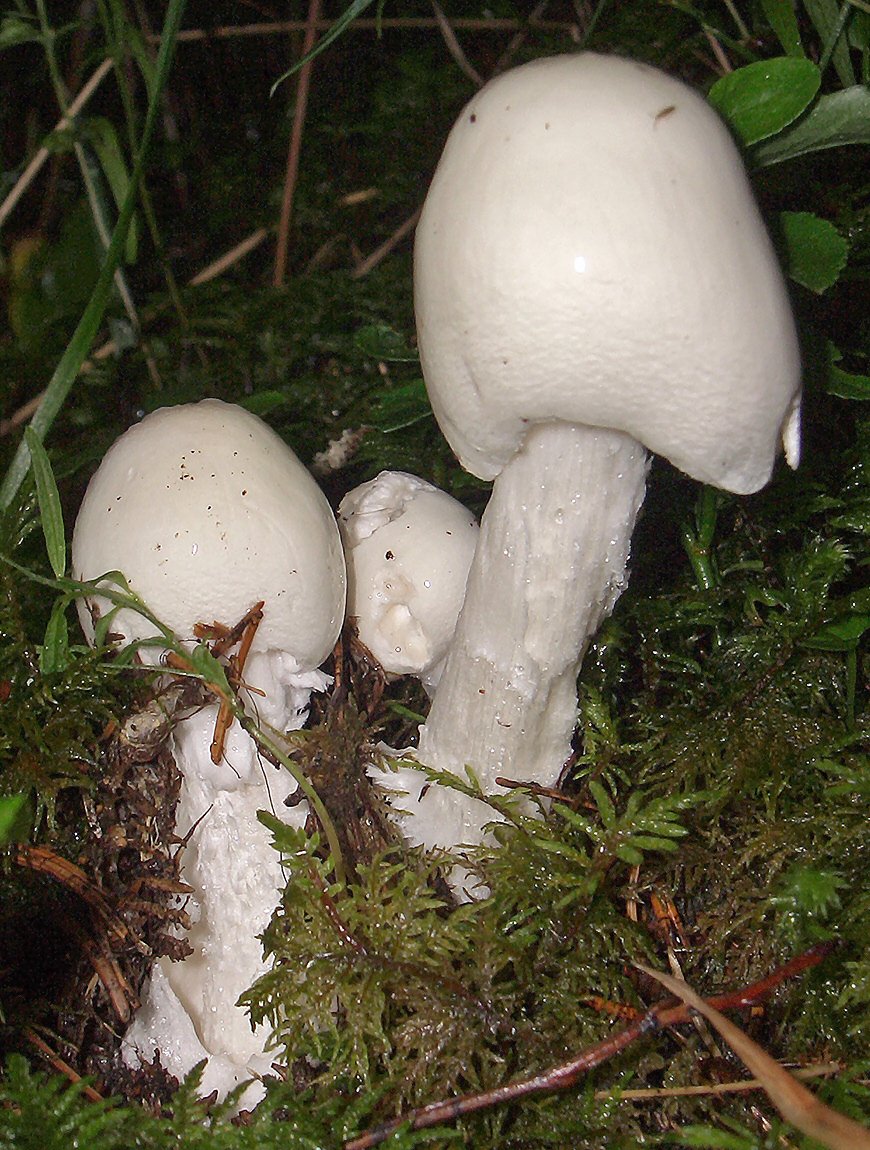
Amanite vireuse (Amanita virosa) Hautement toxique
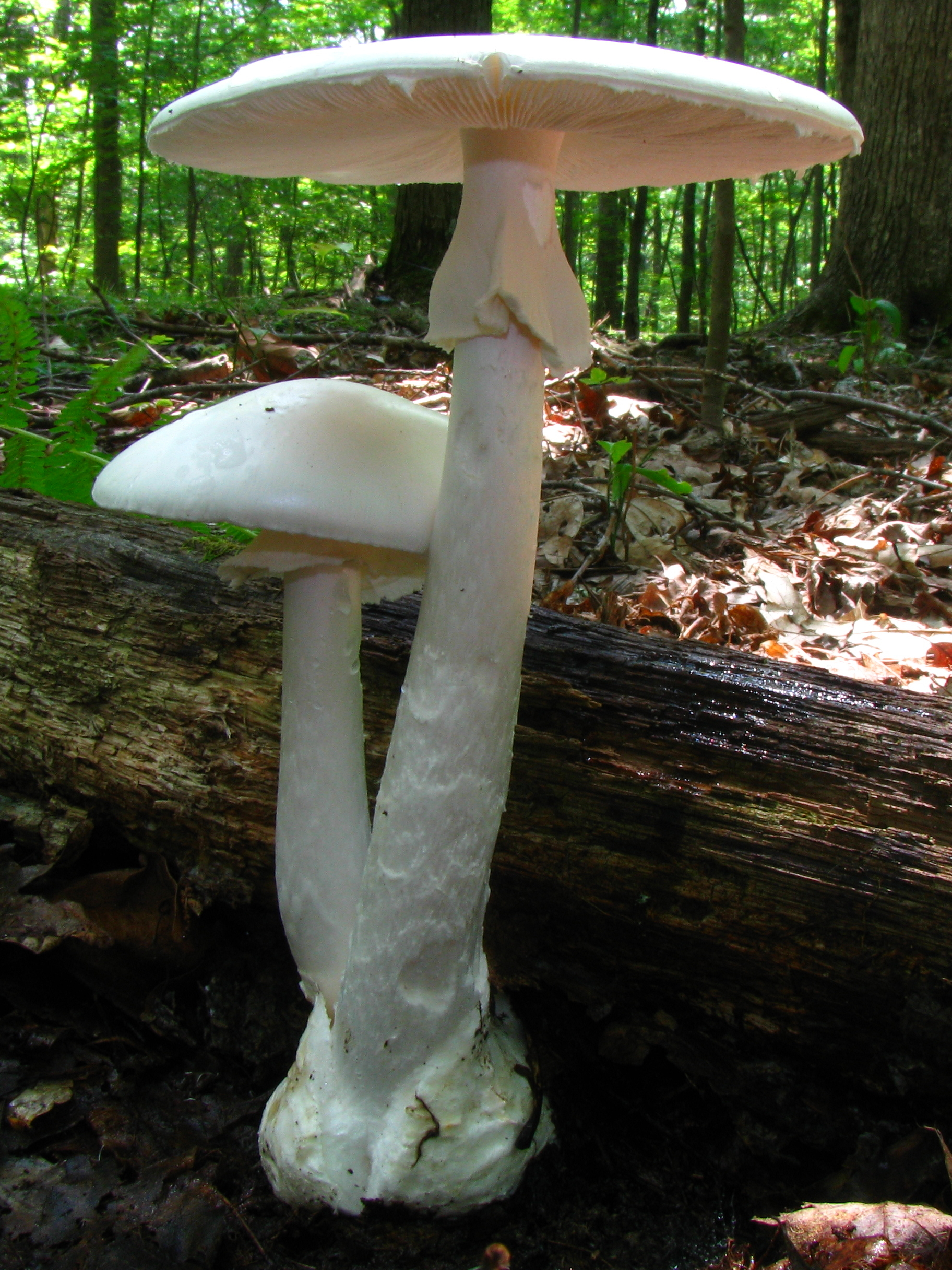
Amanita bisporigera Hautement toxique
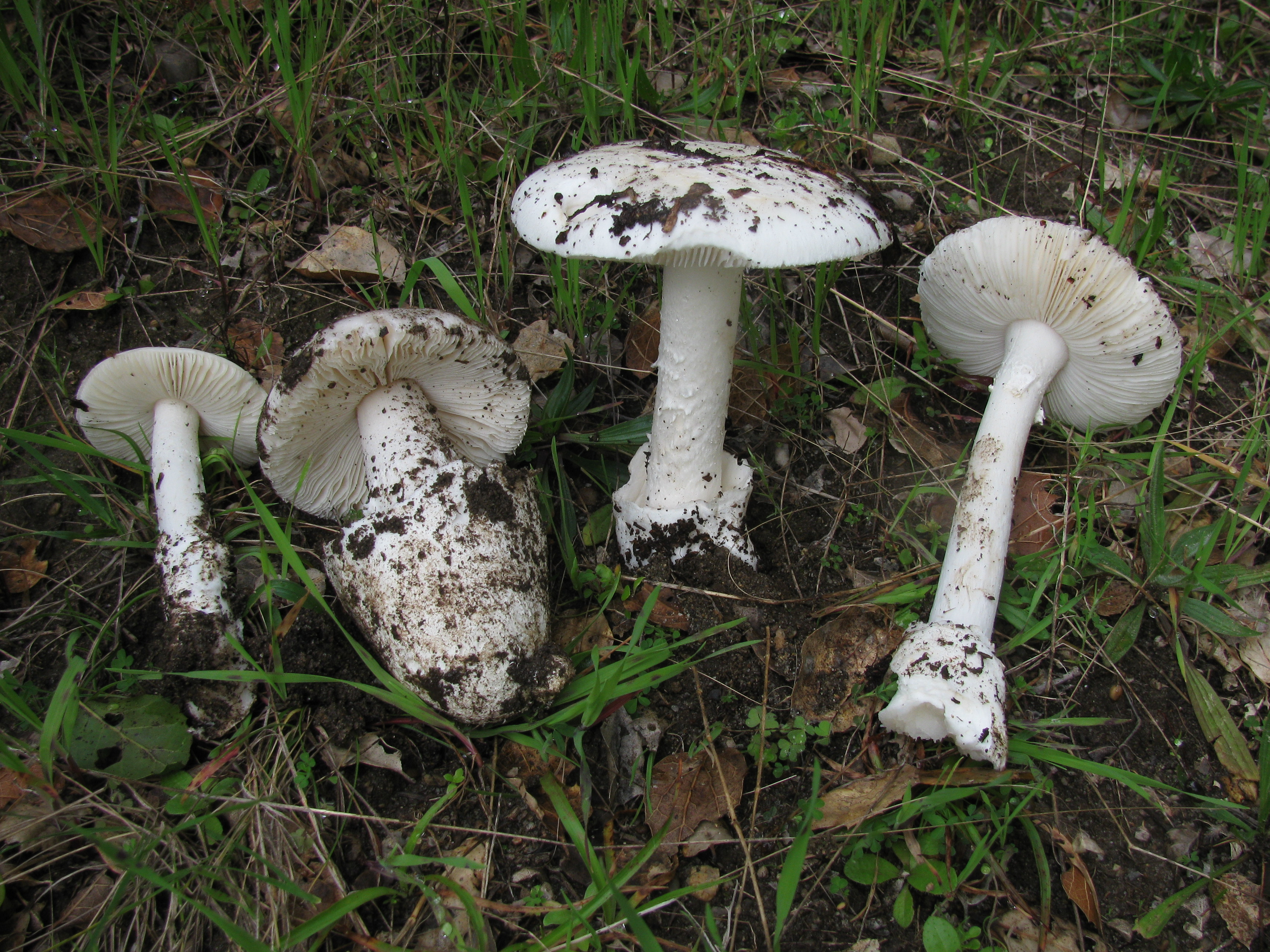
Amanita ocreata Hautement toxique
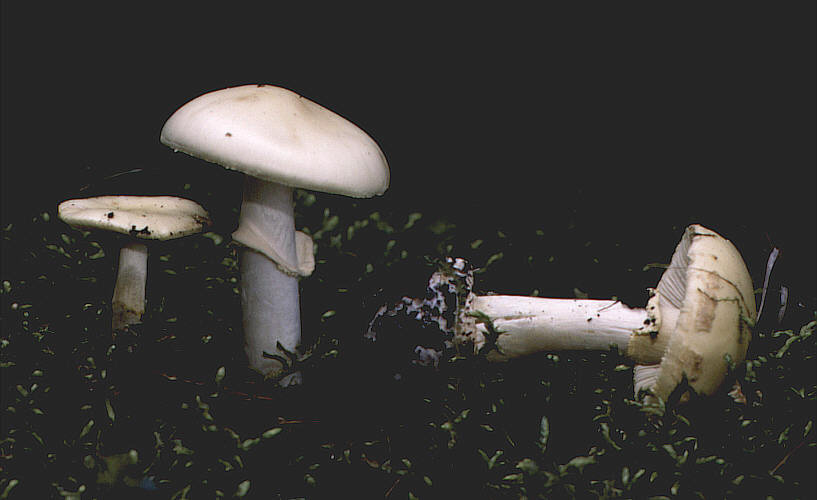
Amanite printanière (Amanita verna) Hautement toxique

### Les Amatoxines
C'est à l'époque de Boudier que leur étude a commencé : à cette époque déjà, quelques mycologues entretiennent la tradition de toxicovigilance en publiant des ouvrages dédiés aux empoisonnements et aux principaux comestibles : Cordier (1826 et 1836), Roques (1832, 1841 et 1876), Vittadini (1835), Schmid (1836), Krombholz (1831-1846), Badham (1847 et 1864). Letellier qui, suivant l'exemple de Paulet, cherche à déterminer la toxine en cause (qu'il croit être unique), propose de la nommer Amanitine. Il publie un Avis au peuple (1840) qui ne sera pas poursuivi au delà de la 1ere livraison. C'est Boudier (1866) qui constate que les empoisonnements sont dus à plusieurs toxines, et nomme Bulbosine la plus dangereuse. Schmiedelberg et Koppe (1870) isolent la Muscarine.
Isolées en 1941, les amatoxines comportent au moins huit composés possédant une structure similaire, basée sur huit acides aminés formant une structure en anneau.

#### Les α-amanitine et β-amanitine
Parmi elles, l’α-amanitine qui est le composé toxique principal, avec la β-amanitine, est responsable des effets toxiques,. Elles agissent principalement sur l’ARN polymérase qu'elles inhibent, empêchant la synthèse d’ARN messager dans les cellules. L'inhibition de synthèse des ARNm bloque celle de l'ensemble des protéines, et par conséquent du métabolisme cellulaire. Cela entraîne rapidement l'arrêt des fonctions de base des cellules et des fonctions de l'organe qu'elles composent. Parmi ces organes, le foie, qui est un des premiers organes rencontrés après absorption de la toxine par le système digestif, est rapidement un tissu cible de l'amanitine, ce d'autant qu'il est au centre des processus de détoxification des organismes. D’autres organes comme les reins sont également touchés.

### Les phallotoxines
Les phallotoxines, constituées d'au moins sept composés distincts, possèdent également une structure moléculaire en anneau composé de sept acides aminés.

#### La phalloïdine
Isolée en 1937, la phalloïdine est le principal membre de ce groupe. Bien que les phallotoxines soient extrêmement toxiques pour les cellules du foie et du rein, où elles perturbent la dynamique du cytosquelette d'actine en empêchant la dépolymérisation des filaments, elles n'ont qu’un impact léger sur la toxicité générale de l’amanite phalloïde. Elles ne sont, en effet, pas absorbées au niveau intestinal. Par ailleurs, la phalloïdine est retrouvée dans une autre espèce, l’amanite rougissante, Amanita rubescens, qui est parfaitement comestible si elle est bien cuite.

### Symptômes
Initialement, les symptômes sont de nature gastro-intestinale, incluant douleurs abdominales, diarrhées et vomissements, qui conduisent à une déshydratation ou, dans des cas graves, à une hypotension, une tachycardie, une hypoglycémie et à divers désordres acido-basiques
,. Ces premiers symptômes disparaissent deux à trois jours après l’ingestion, avant une sérieuse détérioration impliquant le foie : ictère, diarrhées, délire, épilepsie et coma dus à une insuffisance hépatique aiguë et à une encéphalopathie hépatique (accumulation dans le sang de substances normalement dégradées dans le foie). Insuffisance rénale, due à une hépatite grave ou directement à des dommages rénaux, et coagulopathie peuvent apparaître à cette étape. Plusieurs complications présentent un danger réel pour le pronostic vital : pression intracrânienne accrue, hémorragie intracrânienne, septicémie, pancréatite, insuffisance rénale aiguë et arrêt cardiaque. Le décès survient généralement six à seize jours après l’empoisonnement.

### Traitement
La consommation des amanites possédant des amatoxines est une urgence médicale nécessitant une hospitalisation. Il y a quatre principales catégories de traitements pour l’empoisonnement : les premiers soins, les mesures d’accompagnement, les traitements spécifiques et la greffe du foie.

## Principales espèces de France et Belgique
Amanite des Césars
France, sud uniquement.

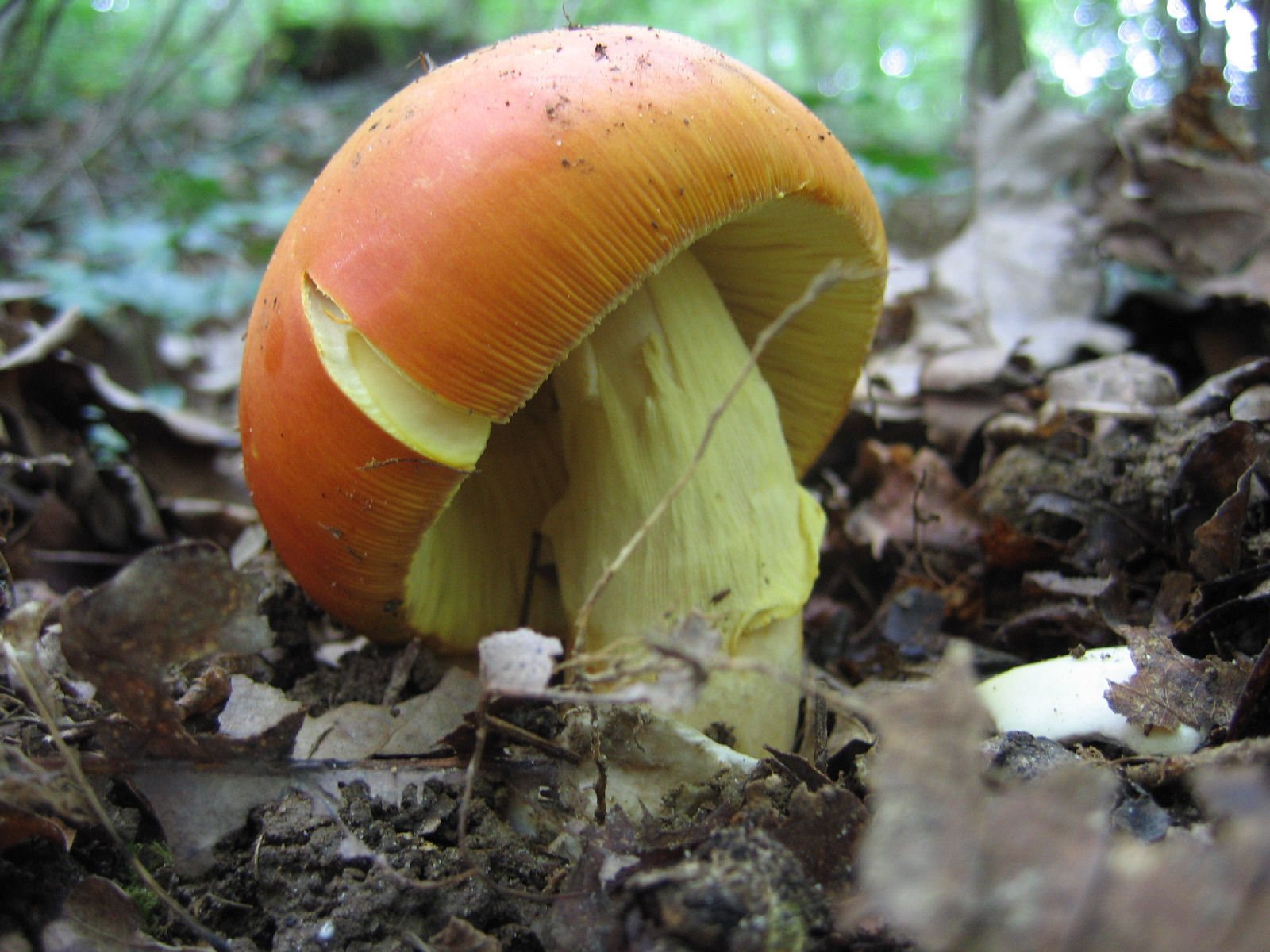
Amanita caesarea

Amanita caesarea est un excellent comestible, le meilleur des champignons selon de nombreux amateurs. La cuticule de l'hyménophore est rouge-orange, à bords striés, le pied et les lamelles sont jaunes. La volve, très blanche et membraneuse, est la plus épaisse des volves d'amanites. L'oronge apprécie particulièrement les sols siliceux méditerranéens.
Amanite citrine

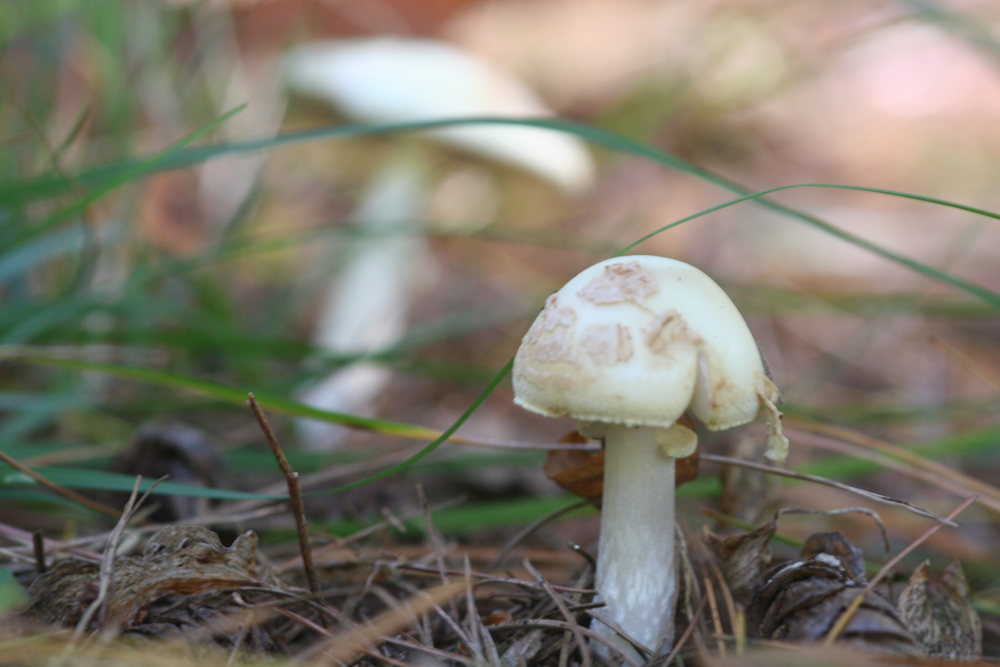
Amanita citrina

Amanita citrina. Elle est très fréquente. La couleur du chapeau (non strié) varie du jaune citron au blanc crème. Il porte des fragments de volve, sous forme de flocons parsemés à sa surface. La base du pied est bulbeuse, entourée d'une volve en forme de coupelle. Elle est apparemment peu toxique mais elle est peu consommée en raison de son goût que certains trouvent désagréable. Elle a une odeur typique de pomme de terre. Elle doit être absolument évitée en raison de la courante confusion avec l'amanite phalloïde et ses variétés plus pâles, qui peut avoir des teintes fort proches.
Amanite tue-mouches
Amanita muscaria. Très commune, elle est fortement toxique (troubles digestifs et effets hallucinatoires) mais non mortelle. On la reconnaît facilement à son chapeau rouge parsemé de débris de volve formant des flocons blancs. La volve n'est pas membraneuse, mais granuleuse, le pied et les lamelles sont blancs (ce qui évite tout risque de confusion avec l'oronge ou amanite des césars).
Amanite ovoïde
France, sud uniquement.

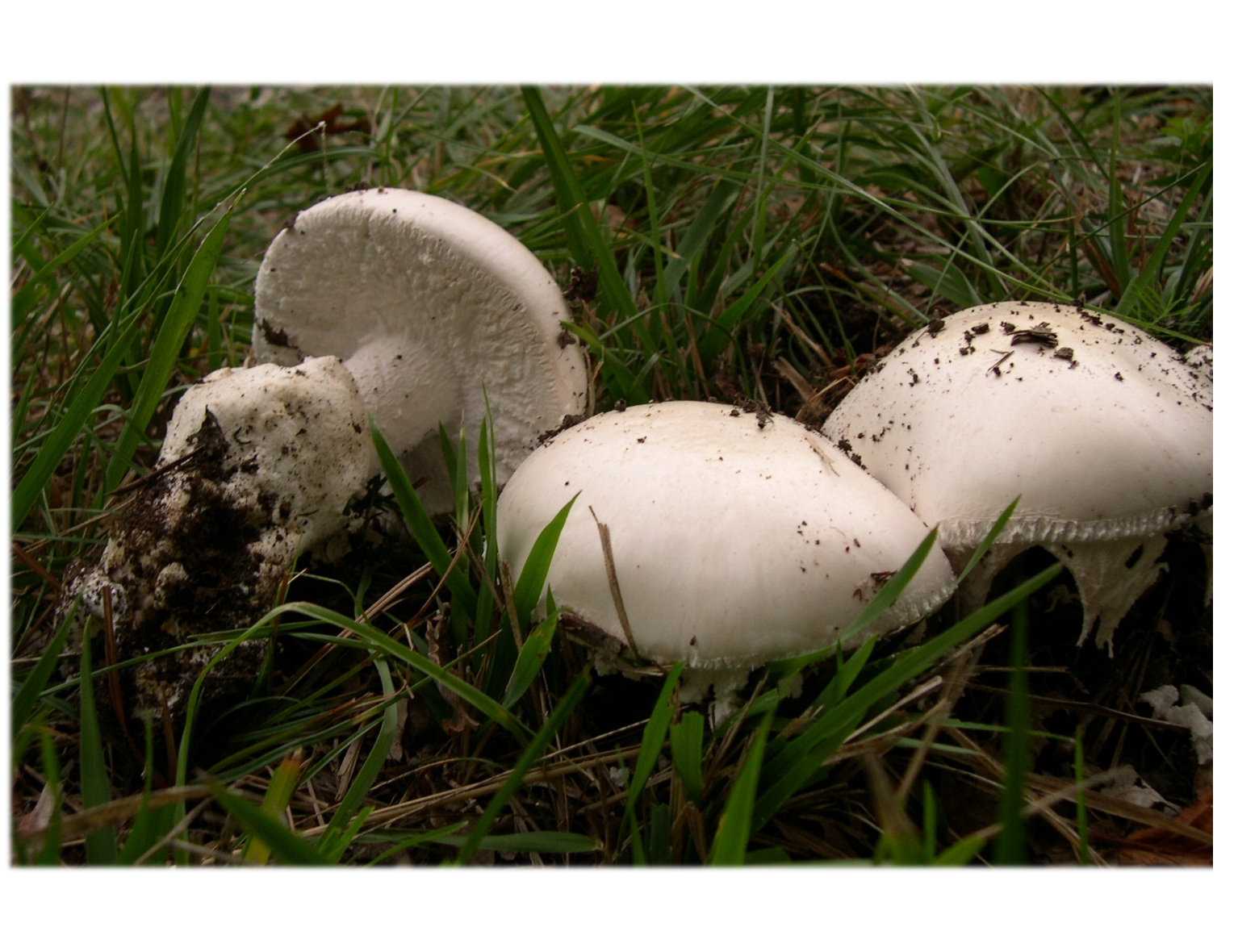
Amanita ovoidea

Amanita ovoïdea aussi appelée coucoumelle est la plus grosse des amanites puisque son chapeau peut atteindre les 40 cm de diamètre. Elle est très connue dans les régions bordant la Méditerranée, et pratiquement inconnue ailleurs : elle ne peut pousser qu'en terrain calcaire, au pied des arbres (feuillus ou conifères) et uniquement dans les régions chaudes et ensoleillées.
Amanite panthère
Amanita pantherina : Très commune. Son chapeau à rebord strié est brun (nombreuses nuances possibles), moucheté de fragments de volve, le pied et les lamelles sont blancs. La volve forme une poche entourant le bulbe, elle se développe aussi de façon hélicoïdale à la partie inférieure du pied. Elle est extrêmement toxique.
Amanite phalloïde
 Amanita phalloides. Très commune dans les sous-bois (mais aussi dans des prés en bordure des bois), c'est le plus dangereux de tous les champignons, car elle est responsable de plus de 90 % des intoxications mortelles dues à la consommation de champignons (voir Syndrome phalloïdien). Son chapeau est en principe vert olive strié radialement, le pied (assez grêle) et les lames sont blanches, la volve est membraneuse. Une sous-espèce a un chapeau blanc (A. phalloides alba), c'est le cas aussi de deux espèces voisines, également mortelles : l'amanite printanière (Amanita verna) et l'amanite vireuse (Amanita virosa).
Amanite rougissante
Amanita rubescens, encore appelée Golmotte, Golmette ou Golmelle : c’est un excellent comestible (mais là encore il y a pour les cueilleurs non avertis des risques de confusion avec l'amanite panthère). Le chapeau, rouge-brun, n'a pas de bords striés, il porte quelques fragments de volve. La volve elle-même est quasiment absente du pied, car elle est entièrement friable. Le pied est plus coloré et plus trapu que celui de l'amanite panthère. De plus, quand on le coupe, sa chair rougit, ce qui est un bon moyen de l'identifier de façon sûre. Attention : si l'amanite n'est pas bien cuite (au moins 60 °C), elle renferme une substance qui détruit les globules rouges.
Amanite épaisse
Amanita spissa. Champignon comestible, mais qu'il ne faut absolument pas cueillir, tant les risques de confusion avec l'amanite panthère sont grands. Son chapeau présente en effet des couleurs similaires (brun grisâtre le plus souvent), avec également des fragments de volve. Cependant ses bords ne sont pas striés. La volve est en général absente de la base du pied, qui est appointi à la base.
Amanite solitaire
Amanita solitaria. Grand champignon de couleur blanche, reconnaissable notamment à son arête (rebord du chapeau) floconneuse. Le chapeau lui-même porte des flocons verruqueux. Très bon comestible, mais qu'il convient d'éviter en raison de sa couleur blanche, le risque de confusion avec des espèces mortelles étant trop grand.
Amanite vaginée

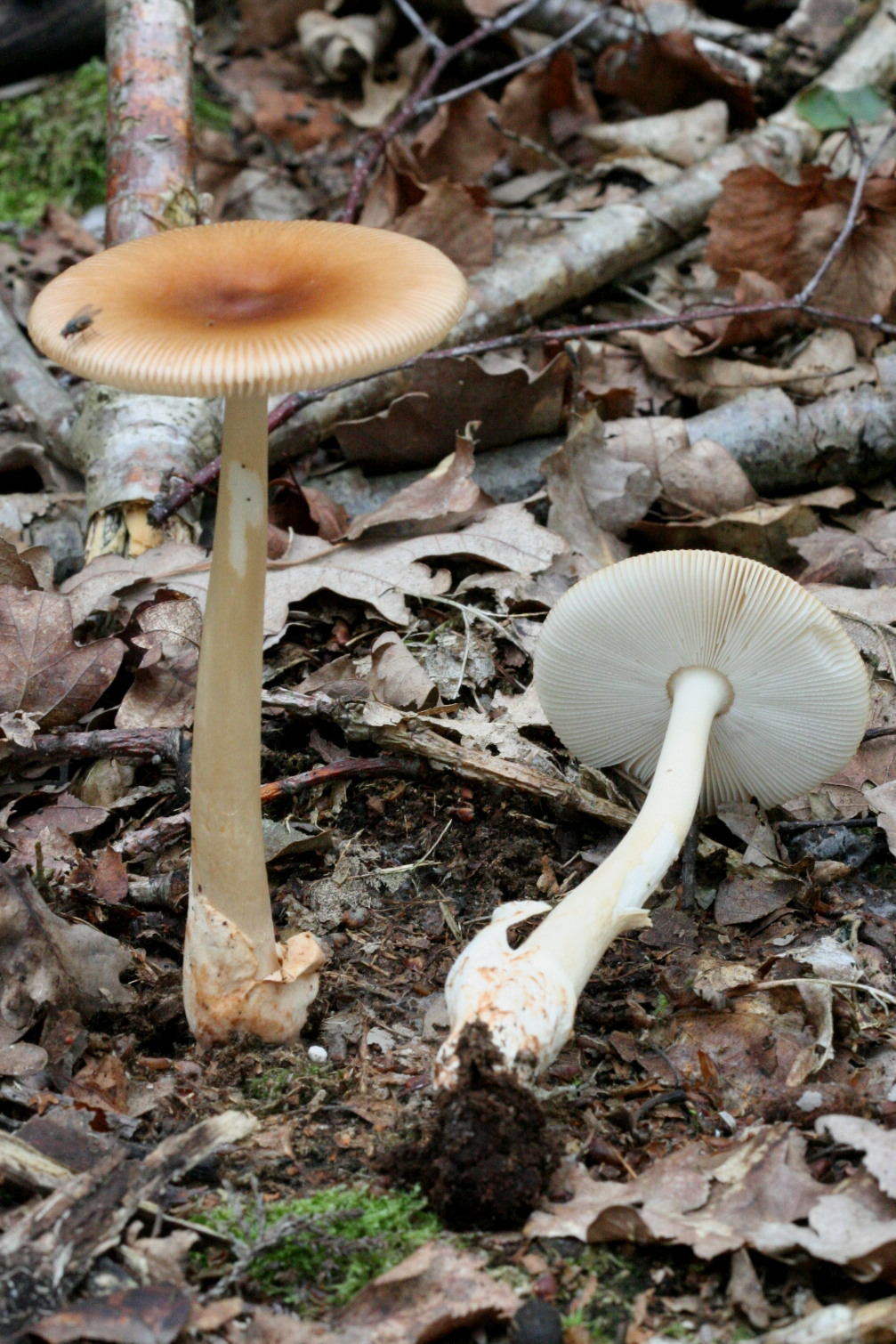
Amanita fulva

- Amanita vaginata, appelée aussi Grisette ou Coucoumelle, contrairement aux autres amanites, n'a pas d'anneau. Son pied est long, creux et grêle, la volve forme un sac qui remonte le long du pied. Le chapeau est gris, à rebord strié. C'est un bon comestible à condition d'être bien cuite, de plus elle est très peu charnue, comme les espèces voisines :
  - Amanita fulva, très proche de la précédente mais la couleur du chapeau est brun-roux
  - Amanita crocea encore appelée : amanite jaune, le pied est chiné, le chapeau jaune-safran, d'où son nom.

## Précautions à prendre
Étant donné que trois espèces d'amanites sont mortelles et deux autres fortement toxiques, il convient d'être très prudent dans la récolte de ces champignons, et plus généralement de tous les champignons à lamelles blanches portant un anneau. Seuls des mycologues avertis peuvent consommer sans crainte Amanita rubescens et Amanita vaginata, à condition toutefois de bien les faire cuire, car ces deux champignons sont toxiques si on les mange crus. Il n'y a guère que l'oronge qui ne présente en principe aucun problème, une fois qu'on a vérifié que les exemplaires cueillis ont un pied et des lamelles jaunes (risque de confusion avec l'amanite tue-mouches). L'oronge est la seule amanite pouvant être consommée crue sans risque.
Voir la liste des champignons toxiques.

### Noms vernaculaires anglais
1. ↑  gemmed mushroom, jewelled amanita
2. ↑  umber-zoned ringless amanita
3. ↑  Cecilia's ringless amanita, snakeskin Grisette
4. ↑  saffron ringless amanita
5. ↑  tawny grisette, orange-brown ringless amanita
6. ↑  snow ringless amanita
7. ↑  Stuntz' great ringless amanita, western grisette
8. ↑  Maori's sack ringless Amanita
9. ↑  springtime amanita, bittersweet orange ringless amanita
10. ↑  Royal Amanite
11. ↑  half-dyed slender Caesar
12. ↑  Jackson's slender caesar
13. ↑  hated amanita
14. ↑  Zambian slender caesar
15. ↑  Barefoot Amanita, Vittadini's Lepidella
16. ↑  White-veiled Lepidella
17. ↑  Carrot-foot Lepidella, turnip-foot Amanita
18. ↑  Unexpected Guest Lepidella
19. ↑  Great-warted Lepidella
20. ↑  Loaded Lepidella, gunpowder Lepidella
21. ↑  Pinecone Lepidella
22. ↑  Smith's Lepidella
23. ↑  European solitary Lepidella
24. ↑  Thiers' Lepidella
25. ↑  bearded amanita, European egg amidella
26. ↑  death cap
27. ↑  Latin American death cap
28. ↑  Guangzhou destroying angel
29. ↑  great felt skirt destroying angel
30. ↑  marbled death cap
31. ↑  Chiu's false death cap
32. ↑  destroying angel, death angel
33. ↑  Hongo'sfalse death cap
34. ↑  East Asian death cap
35. ↑  fool's mushroom
36. ↑  destroying angel
37. ↑  narrow-spored destroying angel
38. ↑  grey-spotted amanita, European false blusher
39. ↑  white American star-footed Amanita
40. ↑  far south Amanita
41. ↑  brown American star-footed Amanita, cleft-footed amanita
42. ↑  false death cap
43. ↑  orange Amanita, Australien yellow-dust amanita
44. ↑  yellow patches, yellow wart, American yellow-dust amanita
45. ↑  yellow blusher
46. ↑  yellow-veiled amanita
47. ↑  southern beech Amanita
48. ↑  western blusher, blushing bride
49. ↑  purple-brown Amanita, porphyry amanita
50. ↑  European blusher